# Strandasýsla

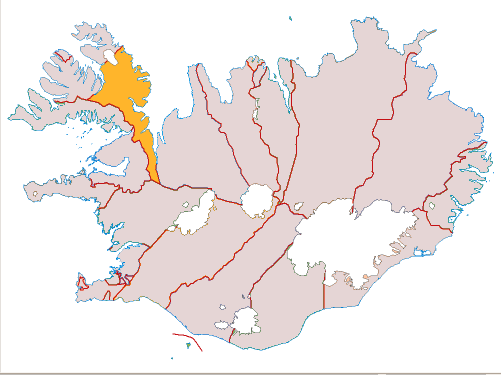
Carte de localisation de Strandasýsla

Strandasýsla est un comté islandais, situé dans la région des Vestfirðir. Ce comté a une superficie de 3 504 km2 et, en 2007, il avait une population de 747 habitants.

## Municipalités
Le comté est situé dans la circonscription Norðvesturkjördæmi et comprend les municipalités suivantes :
- Bæjarhreppur
- Strandabyggð
- Kaldrananeshreppur
- Árneshreppur